# Mistrzostwa Świata w Kolarstwie Przełajowym 1991
42. Mistrzostwa Świata w Kolarstwie Przełajowym 1991 odbyły się w holenderskiej miejscowości Gieten, w dniach 2 - 3 lutego 1991 roku. Rozegrano wyścigi mężczyzn w kategoriach zawodowców, amatorów i juniorów.

## Medaliści
| Konkurencja:              | Złoto:              | Czas      | Srebro:            | Czas     | Brąz:           | Czas     |
| Klasyfikacja mężczyzn     |                     |           |                    |          |                 |          |
| Zawodowcy (3 lutego 1991) | Radomír Šimůnek     | 1:04:22 h | Adrie van der Poel | + 0:00 m | Bruno le Bras   | + 0:06 m |
| Amatorzy (2 lutego 1991)  | Thomas Frischknecht | 50:19 m   | Henrik Djernis     | + 0:23 m | Daniele Pontoni | + 0:24 m |
| Juniorzy (2 lutego 1991)  | Ondřej Lukeš        | 45:47 m   | Jiří Pospíšil      | + 0:00 m | Dariusz Gil     | + 0:00 m |

## Szczegóły

### Zawodowcy
| Medal | Zawodnik            | Narodowość     | Czas      |
| ----- | ------------------- | -------------- | --------- |
|       | Radomír Šimůnek     | Czechosłowacja | 1:03:14 h |
|       | Adrie van der Poel  | Holandia       | + 0:00    |
|       | Bruno le Bras       | Francja        | + 0:06    |
| 4     | Henk Baars          | Holandia       | + 0:24    |
| 5     | Wim Lambrechts      | Belgia         | + 0:28    |
| 6     | Frank van Bakel     | Holandia       | + 0:34    |
| 7     | Roger Honegger      | Szwajcaria     | + 0:37    |
| 8     | Martin Hendriks     | Holandia       | + 0:46    |
| 9     | Dominique Arnould   | Francja        | + 1:06    |
| 10    | Christophe Lavainne | Francja        | + 1:40    |

### Amatorzy
| Medal | Zawodnik            | Narodowość     | Czas    |
| ----- | ------------------- | -------------- | ------- |
|       | Thomas Frischknecht | Szwajcaria     | 50:19 m |
|       | Henrik Djernis      | Dania          | + 0:23  |
|       | Daniele Pontoni     | Włochy         | + 0:24  |
| 4     | Marcel Gerritsen    | Holandia       | + 0:26  |
| 5     | Edward Kuyper       | Holandia       | + 0:31  |
| 6     | Timo Berner         | Niemcy         | + 0:32  |
| 7     | Rudy Thielemans     | Belgia         | + 0:44  |
| 8     | Beat Wabel          | Szwajcaria     | + 0:45  |
| 9     | Radovan Fořt        | Czechosłowacja | + 0:54  |
| 10    | Pavel Elsnic        | Czechosłowacja | + 0:59  |

### Juniorzy
| Medal | Zawodnik        | Narodowość     | Czas    |
| ----- | --------------- | -------------- | ------- |
|       | Ondřej Lukeš    | Czechosłowacja | 45:47 m |
|       | Jiří Pospíšil   | Czechosłowacja | + 0:00  |
|       | Dariusz Gil     | Polska         | + 0:00  |
| 4     | Václav Metlička | Czechosłowacja | + 0:01  |
| 5     | Jan Ullrich     | Niemcy         | + 0:01  |
| 6     | Jan Faltýnek    | Czechosłowacja | + 0:04  |
| 7     | Marcel Vrogten  | Holandia       | + 0:21  |
| 8     | Tomasz Bukowski | Polska         | + 0:36  |
| 9     | Roman Jordens   | Niemcy         | + 0:45  |
| 10    | Patrick Flamm   | Niemcy         | + 0:48  |

## Tabela medalowa
| Miejsce | Państwo        |   |   |   |   |
| ------- | -------------- | - | - | - | - |
| 1.      | Czechosłowacja | 2 | 1 | 0 | 3 |
| 2.      | Szwajcaria     | 1 | 0 | 0 | 1 |
| 3.      | Dania          | 0 | 1 | 0 | 1 |
| 3.      | Holandia       | 0 | 1 | 0 | 1 |
| 5.      | Francja        | 0 | 0 | 1 | 1 |
| 5.      | Polska         | 0 | 0 | 1 | 1 |
| 5.      | Włochy         | 0 | 0 | 1 | 1 |